# Be Thankful for What You Got (álbum)
Be Thankful for What You Got es el primer álbum de estudio del músico estadounidense William DeVaughn, publicado en la primera semana de julio de 1974 a través de Roxbury Records.

## Grabación y contenido
| “William DeVaughn tiene la imaginación y la capacidad creativa para traducir el alma y los sentimientos de la vida de todos en palabras y música. Estamos personalmente orgullosos del primer álbum de este brillante joven talento”. —Wes Farrell, 1974 |

Las sesiones de Be Thankful for What You Got tuvieron lugar en los estudios Sigma Sound, en Filadelfia, Pensilvania. John Davis produjo el álbum. Una vez completas las sesiones de grabación, el álbum se mezcló en los estudios Sigma Sound por el ingeniero Carl Paruolo. El álbum contenía ocho canciones. Siete de los temas fueron escritos por DeVaughn. Frank Fiorvanti coescribió «Sing a Love Song». El álbum también incluía una composición de Pal Rakes y Russ Faith, «Blood Is Thicker than Water», basado en un proverbio que significa que los lazos familiares siempre serán más fuertes que otras relaciones.

## Recepción de la crítica
Un escritor no especificado de Record World le otorgó el certificado de “Hit of the Week”, y escribió: “La aterciopelada voz de DeVaughn se desliza sobre los ritmos que provocan giros mientras sus emotivas eufonías impregnan el paquete debut”. Un escritor no especificado de la revista Cash Box declaró: “Un vocalista muy versátil, DeVaughn es capaz de alcanzar un gran rango y tiene un estilo propio”.

## Lista de canciones
Todas las canciones escritas y compuestas por William DeVaughn, excepto donde esta anotado. 
| Lado uno |                                        |                      |          |  |
| N.º      | Título                                 | Escritor(es)         | Duración |  |
| 1.       | «Give the Little Man a Great Big Hand» |                      | 5:35     |  |
| 2.       | «We Are His Children»                  |                      | 5:14     |  |
| 3.       | «Blood Is Thicker than Water»          | Pal Rakes Russ Faith | 7:19     |  |
| 4.       | «Kiss and Make Up»                     |                      | 2:48     |  |

| Lado dos |                                |                          |          |  |
| N.º      | Título                         | Escritor(es)             | Duración |  |
| 1.       | «Be Thankful for What You Got» |                          | 7:12     |  |
| 2.       | «Sing a Love Song»             | DeVaughn Frank Fiorvanti | 3:26     |  |
| 3.       | «You Can Do It»                |                          | 3:38     |  |
| 4.       | «Something's Being Done»       |                          | 3:44     |  |

## Créditos y personal
Créditos adaptados desde las notas de álbum de Be Thankful for What You Got.
Músicos
- William DeVaughn – voz principal
- John Davis – órgano, piano, saxofón, flauta, sintetizador
- Jerry Cohen – clavinet, piano
- Pal Rakes – guitarra
- Hugh McDonald – bajo eléctrico
- Al Price – batería
- Larry Washington – percusión
- Vince Montana – vibráfono
- Don Renaldo – cuerdas
- Nadine Felder – coros
- Gwen Oliver – coros

Músicos adicionales
- Bobby Eli – guitarra en «Be Thankful for What You Got»
- Norman Harris – guitarra en «Be Thankful for What You Got»
- Rusty Jackman – bajo eléctrico en «Be Thankful for What You Got»
- Earl Young – batería en «Be Thankful for What You Got»

## Posicionamiento
| Gráfica (1974)                            | Pico de posición |
| ----------------------------------------- | ---------------- |
| Estados Unidos (Billboard Top LPs & Tape) | 165              |
| Estados Unidos (Billboard Soul LPs)       | 10               |